# Janine Leal
Janine Leal Reyes (Caracas, Venezuela, 13 de noviembre de 1976) es una nutricionista, presentadora de televisión y modelo venezolana. Incursionó en programas de televisión en Ecuador y Perú, para ser conocida como la presentadora principal del programa de televisión chileno Mujeres primero.

## Televisión
| Año       | Emisión                   | Rol                      | Canal             | Fuente |
| --------- | ------------------------- | ------------------------ | ----------------- | ------ |
| 2003      | Súper cuatro              | Modelo                   | Venevisión        |        |
| 2004-2008 | Vamos con todo            | Animadora                | RTS               |        |
| 2005      | Gran Hermano del Pacífico | Animadora                | RTS               |        |
| 2009      | Amor, amor, amor          | Animadora                | Frecuencia Latina | [ 4 ]  |
| 2010-2016 | Mujeres primero           | Animadora                | La Red            |        |
| 2012      | Mañaneros                 | Panelista                | La Red            |        |
| 2013      | Intrusos                  | Panelista                | La Red            |        |
| 2014      | Mañaneros                 | Presentadora (Sustituta) | La Red            |        |
| 2014      | Sin Dios ni Late          | Ella misma (Invitada)    | Zona Latina       |        |